# Smita Jaykar
Smita Jaykar (Mumbai, ...) è un'attrice indiana.
Il suo nome viene trascritto a volte come Smita Jaikar o Smita Jayakar.
È nota a Bollywood per i ruoli da madre, che le sono stati affidati spesso.

## Filmografia parziale
- Hum Dil De Chuke Sanam (1999)
- Devdas (2002) ... Kaushalya
- Vogliamo essere amici? (2002) ... Signora Khanna
- Chori Chori (2003) ... Signora Malhotra
- Pardes (2005)
- Baabul (2006)
- Ajab Prem Ki Ghazab Kahani (2009)